# МЛБ в сезоне 1956
Пятьдесят шестой сезон в истории МЛБ начался 17 апреля и завершился 10 октября 1956 года. Мировая серия стала повторением предыдущей, и чемпионом в 17-й раз в истории стал клуб «Нью-Йорк Янкис», со счётом 4:3 обыгравший «Бруклин Доджерс». Самым ценным игроком финала был признан питчер Дон Ларсен, который в пятом матче серии провёл совершенную игру. Призы самым ценным игрокам по итогам регулярного сезона получили Микки Мэнтл из «Янкис» и Дон Ньюкомб из «Доджерс».
Матч всех звёзд лиги, 23-й в истории, состоялся 10 июля на стадионе «Гриффит-стэдиум» в Вашингтоне. Победу со счётом 7:3 одержала команда Национальной лиги.

## Регулярный чемпионат

### События
- 3 марта — Стремясь удержать «Нью-Йорк Джайентс» на Манхэттене, президент боро Хьюлан Джек[англ.] предложил план по строительству нового стадиона на 110 000 мест над центральными железнодорожными путями Нью-Йорка[англ.] на участке площадью 470 000 футов, простирающемся от 60-й до 72-й улиц в Вест-Сайде. Предполагаемая стоимость стадиона в 75 миллионов долларов в конечном итоге обрёк проект на провал и стал основным фактором, повлиявшим на решение владельца «Джайентс» Хораса Стоунэма[англ.] перевести свой клуб в Сан-Франциско в 1957 году[1].
- 18 апреля — Судья Эдди Роммел в матче «Нью-Йорк Янкис» против «Вашингтон Сенаторс» стал первым ампайром, который носил очки[2].
- 19 апреля — «Бруклин Доджерс» провели первую из семи домашних игр сезона на «Рузвельт-стэдиум[англ.]» в Джерси—Сити, штат Нью-Джерси. Эта акция была идеей владельца клуба Уолтера О’Мэлли[англ.] с целью заставить власти Нью-Йорка поддержать его план по строительству нового стадиона взамен 43-летнего «Эббетс-филд» в Флэтбаш[англ.]. В тот день они обыграли «Филадельфия Филлис» со счетом 5:4 в десяти иннингах на глазах у 12 124 болельщиков[3].
- 2 мая — «Нью-Йорк Джайентс» на «Ригли-филд» победили «Чикаго Кабс» со счётом 6:5 в 17-иннинговой игре. Игрок хозяев Дон Хоук[англ.] установил рекорд Национальной лиги, получив 6 страйк-аутов в одной игре. Кроме того, в том матче был установлен рекорд по преднамеренным уокам (11)[4].
- 12 мая — В игре «Бруклин Доджерс» против «Джайентс» на «Эббетс-филд» питчер хозяев Карл Эрскин[англ.] бросил свой второй ноу-хиттер в карьере[5].
- 28 мая — «Доджерс» на «Форбс-филд» обыграли «Питтсбург Пайрэтс» со счётом 3:2. В 4-м иннинге игрок первой базы гостей Дейл Лонг[англ.] выбил 14-й хоум-ран в сезоне, в том числе 8-й за последние 8-й игр, установив рекорд Национальной лиги по количеству игр, в которых игрок выбивал хоум-ран, подряд[6].
- 19 июня — В Нью-Джерси администрация города Хобокен установила мемориальную доску, посвященную вкладу Александра Картрайта в организации первых бейсбольных матчей на Елисейских полях[англ.], во время церемоний, посвященных 100-летию первой игры, сыгранной по современным правилам[7].
- 21 июня — «Чикаго Уайт Сокс» на «Комиски Парк[англ.]» обыграли «Балтимор Ориолс» со счётом 1:0, при этом питчеры обеих команд, Джек Харшман[англ.] и Конни Джонсон[англ.] соответственно, отбросали уан-хиттер. Это был всего третий подобный случай в истории лиги[8].
- 14 июля — В игре «Бостон Ред Сокс» против «Уайт Сокс» на «Фенуэй Парк» питчер хозяев Мел Парнелл[англ.] бросил ноу-хиттер, первый для «Бостона» с 1923 года, первый на «Фенуэй Парк» с 1920 и первый для леворукого питчера «Ред Сокс» с 1918[9].
- 25 июля — «Питтсбург Пайрэтс» на «Форбс-филд» победили «Филадельфия Филлис» со счётом 9:8. Правый филдер хозяев Роберто Клементе уок-офф инсайд-парк хоум-ран, став единственным игроком в истории лиги, кому это удалось[10].
- 12 августа — Вторая игра дабл-хедера[англ.] между «Сент-Луис Кардиналс» и «Чикаго Кабс» была прервана в 9-м иннинге «из-за темноты», поскольку «Ригли-филд» был единственным стадионом в лиге, не оборудованным дуговыми лампами. Так как к моменту завершения игры счёт составлял 0:0, питчером обеих команд, Херму Вехмайеру[англ.] и Джиму Дэвису[англ.], были присуждены шатауты. Матч был переигран 25 сентября[11].
- 20 сентября — Питчер «Балтимор Ориолс» Том Гасталл[англ.] погиб, когда частный самолет, который он пилотировал, упал в Чесапикский залив[12].
- 21 сентября — «Нью-Йорк Янкис» в игре с «Ред Сокс» на «Фенуэй Парк» установили рекорд лиги по суммарному количеству раннеров, оставшихся на базах после 3-х аутов (20)[13].
- 30 сентября 
  - Микки Мэнтл выиграл Тройную корону[англ.], став лидером в обеих лигах по проценту отбивания (35,3), хоум-ранам (52) и RBI (130). Предыдущим игроком, которому удалось выиграть Тройную корону, был Тед Уильямс в 1947 году[14].
  - «Уайт Сокс» проиграли «Канзас-Сити Атлетикс» со счётом 6:7. Питчер команды из Чикаго Джим Деррингтон[англ.] стал самым молодым питчером в истории лиги, выйдя на горку в возрасте 16 лет и 308 дней[15].
- 8 октября — В пятом матче Мировой серии[англ.] питчер «Янкис» Дон Ларсен провёл совершенную игру[англ.], ставшую единственным ноу-хиттером в мировой серии за всю историю МЛБ[16].
- 12 октября — По пути в Токио владелец «Доджерс» Уолтер О’Мэлли сделал остановку в Южной Калифорнии для встречи с Кеннетом Ханом[англ.] из Наблюдательного совета округа Лос-Анджелес[англ.] и другими политиками, которые пытались принести МЛБ в «Город ангелов». Чуть меньше чем через год «Доджерс» переехали на Западное побережье[17].
- 27 ноября
  - МВП Национальной лиги Дон Ньюкомб[англ.] стал обладателем первого в истории приза Сая Янга[18].
  - Центральный филдер «Кардиналс» Чарли Пит[англ.] погиб в авиакатастрофе недалеко от аэропорта Каракаса в Венесуэле[19].
- 6-8 декабря — Владельцы клубов МЛБ встретились в Чикаго. Генеральный менеджер «Кливленд Индианс» и миноритарный владелец клуба Хэнк Гринберг[англ.] предложил ограничить количество игр между клубами из разных лиг начиная с 1958 года. Согласно предложению Гринберга, каждая команда продолжала бы проводить по 154 матча в сезоне, 126 из которых в рамках своей лиги, а 28 — против восьми клубов другой. Все такие матчи игрались бы в период, следующий за Матчем всех звезд. Предложение не было принято[20].
- 10 декабря — После смерти Грейс Комиски[англ.] произошла смена владельцев «Уайт Сокс». По её завещанию 54% акций клуба перешли к 39-летней дочери Дороти Комиски Ринни[англ.], а оставшиеся 46% — к 31-летнему сыну Чаку[англ.]. Недовольный своим миноритарным пакетом акций, Чак в 1957 году подал на свою сестру в суд, но ему не удалось получить контроль над командой. В 1959 году инвесторы во главе с Биллом Веком[англ.] приобрели контрольный пакет акций Дороти; затем, в 1961 году, отдельная группа инвесторов выкупила 46% акций Чака, положив конец владению франшизой семьей Комиски, которое существовало еще до основания Американской лиги в 1901 году[21].
- «Цинциннати Редлегз» установили рекорд лиги по количеству выбитых хоум-ранов (221)[22].

### Положение команд
|                   | \| Американская лига \| \| \| \| \| \| \| \| \| Место \| Клуб \| Побед \| Поражений \| Процент побед \| GB \| Результаты дома \| Результаты на выезде \| \| 1 \| Нью-Йорк Янкис (Детали[англ.]) \| 97 \| 57 \| 63,0 \| — \| 49–28 \| 48–29 \| \| 2 \| Кливленд Индианс (Детали[англ.]) \| 88 \| 66 \| 57,1 \| 9,0 \| 46–31 \| 42–35 \| \| 3 \| Чикаго Уайт Сокс (Детали[англ.]) \| 85 \| 69 \| 55,2 \| 12,0 \| 46–31 \| 39–38 \| \| 4 \| Бостон Ред Сокс (Детали[англ.]) \| 84 \| 70 \| 54,5 \| 13,0 \| 43–34 \| 41–36 \| \| 5 \| Детройт Тайгерс (Детали[англ.]) \| 82 \| 72 \| 53,2 \| 15,0 \| 37–40 \| 45–32 \| \| 6 \| Балтимор Ориолс (Детали[англ.]) \| 69 \| 85 \| 44,8 \| 28,0 \| 41–36 \| 28–49 \| \| 7 \| Вашингтон Сенаторс (Детали[англ.]) \| 59 \| 95 \| 38,3 \| 38,0 \| 32–45 \| 27–50 \| \| 8 \| Канзас-Сити Атлетикс (Детали[англ.]) \| 52 \| 102 \| 33,8 \| 45,0 \| 22–55 \| 30–47 \| |       |           |               |      |                 |                      |
| Американская лига | |       |           |               |      |                 |                      |
| Место             | Клуб | Побед | Поражений | Процент побед | GB   | Результаты дома | Результаты на выезде |
| 1                 | Нью-Йорк Янкис (Детали) | 97    | 57        | 63,0          | —    | 49–28           | 48–29                |
| 2                 | Кливленд Индианс (Детали) | 88    | 66        | 57,1          | 9,0  | 46–31           | 42–35                |
| 3                 | Чикаго Уайт Сокс (Детали) | 85    | 69        | 55,2          | 12,0 | 46–31           | 39–38                |
| 4                 | Бостон Ред Сокс (Детали) | 84    | 70        | 54,5          | 13,0 | 43–34           | 41–36                |
| 5                 | Детройт Тайгерс (Детали) | 82    | 72        | 53,2          | 15,0 | 37–40           | 45–32                |
| 6                 | Балтимор Ориолс (Детали) | 69    | 85        | 44,8          | 28,0 | 41–36           | 28–49                |
| 7                 | Вашингтон Сенаторс (Детали) | 59    | 95        | 38,3          | 38,0 | 32–45           | 27–50                |
| 8                 | Канзас-Сити Атлетикс (Детали) | 52    | 102       | 33,8          | 45,0 | 22–55           | 30–47                |

| Американская лига |                               |       |           |               |      |                 |                      |
| Место             | Клуб                          | Побед | Поражений | Процент побед | GB   | Результаты дома | Результаты на выезде |
| 1                 | Нью-Йорк Янкис (Детали)       | 97    | 57        | 63,0          | —    | 49–28           | 48–29                |
| 2                 | Кливленд Индианс (Детали)     | 88    | 66        | 57,1          | 9,0  | 46–31           | 42–35                |
| 3                 | Чикаго Уайт Сокс (Детали)     | 85    | 69        | 55,2          | 12,0 | 46–31           | 39–38                |
| 4                 | Бостон Ред Сокс (Детали)      | 84    | 70        | 54,5          | 13,0 | 43–34           | 41–36                |
| 5                 | Детройт Тайгерс (Детали)      | 82    | 72        | 53,2          | 15,0 | 37–40           | 45–32                |
| 6                 | Балтимор Ориолс (Детали)      | 69    | 85        | 44,8          | 28,0 | 41–36           | 28–49                |
| 7                 | Вашингтон Сенаторс (Детали)   | 59    | 95        | 38,3          | 38,0 | 32–45           | 27–50                |
| 8                 | Канзас-Сити Атлетикс (Детали) | 52    | 102       | 33,8          | 45,0 | 22–55           | 30–47                |

| Национальная лига |                              |       |           |               |      |                 |                      |
| Место             | Клуб                         | Побед | Поражений | Процент побед | GB   | Результаты дома | Результаты на выезде |
| 1                 | Бруклин Доджерс (Детали)     | 93    | 61        | 60,4          | —    | 52–25           | 41–36                |
| 2                 | Милуоки Брэйвз (Детали)      | 92    | 62        | 59,7          | 1,0  | 47–29           | 45–33                |
| 3                 | Цинциннати Редлегз (Детали)  | 91    | 63        | 59,1          | 2,0  | 51–26           | 40–37                |
| 4                 | Сент-Луис Кардиналс (Детали) | 76    | 78        | 49,4          | 17,0 | 43–34           | 33–44                |
| 5                 | Филадельфия Филлис (Детали)  | 71    | 83        | 46,1          | 22,0 | 40–37           | 31–46                |
| 6                 | Нью-Йорк Джайентс (Детали)   | 67    | 87        | 43,5          | 26,0 | 37–40           | 30–47                |
| 7                 | Питтсбург Пайрэтс (Детали)   | 66    | 88        | 42,9          | 27,0 | 35–43           | 31–45                |
| 8                 | Чикаго Кабс (Детали)         | 60    | 94        | 39,0          | 33,0 | 39–38           | 21–56                |

| Национальная лига |                              |       |           |               |      |                 |                      |
| Место             | Клуб                         | Побед | Поражений | Процент побед | GB   | Результаты дома | Результаты на выезде |
| 1                 | Бруклин Доджерс (Детали)     | 93    | 61        | 60,4          | —    | 52–25           | 41–36                |
| 2                 | Милуоки Брэйвз (Детали)      | 92    | 62        | 59,7          | 1,0  | 47–29           | 45–33                |
| 3                 | Цинциннати Редлегз (Детали)  | 91    | 63        | 59,1          | 2,0  | 51–26           | 40–37                |
| 4                 | Сент-Луис Кардиналс (Детали) | 76    | 78        | 49,4          | 17,0 | 43–34           | 33–44                |
| 5                 | Филадельфия Филлис (Детали)  | 71    | 83        | 46,1          | 22,0 | 40–37           | 31–46                |
| 6                 | Нью-Йорк Джайентс (Детали)   | 67    | 87        | 43,5          | 26,0 | 37–40           | 30–47                |
| 7                 | Питтсбург Пайрэтс (Детали)   | 66    | 88        | 42,9          | 27,0 | 35–43           | 31–45                |
| 8                 | Чикаго Кабс (Детали)         | 60    | 94        | 39,0          | 33,0 | 39–38           | 21–56                |

## Мировая серия
Мировая серия: Нью-Йорк Янкис — Бруклин Доджерс 4-3

## Статистика

### Бэттеры
| # | Игрок          | Команда         | Показатель |
| - | -------------- | --------------- | ---------- |
| 1 | Микки Мэнтл    | Нью-Йорк Янкис  | 35,3       |
| 2 | Тед Уильямс    | Бостон Ред Сокс | 34,5       |
| 3 | Харви Кин      | Детройт Тайгерс | 33,2       |
| 4 | Хэнк Аарон     | Милуоки Брэйвз  | 32,8       |
| 5 | Чарли Максвелл | Детройт Тайгерс | 32,6       |

| # | Игрок          | Команда            | Показатель |
| - | -------------- | ------------------ | ---------- |
| 1 | Микки Мэнтл    | Нью-Йорк Янкис     | 52         |
| 2 | Дюк Снайдер    | Бруклин Доджерс    | 43         |
| 3 | Джо Эдкок      | Милуоки Брэйвз     | 38         |
| 3 | Фрэнк Робинсон | Цинциннати Редлегз | 38         |
| 5 | Эдди Мэттьюз   | Милуоки Брэйвз     | 37         |

| # | Игрок        | Команда             | Показатель |
| - | ------------ | ------------------- | ---------- |
| 1 | Микки Мэнтл  | Нью-Йорк Янкис      | 130        |
| 2 | Эл Кейлайн   | Детройт Тайгерс     | 128        |
| 3 | Стэн Мьюзиал | Сент-Луис Кардиналс | 109        |
| 4 | Вик Верц     | Кливленд Индианс    | 106        |
| 5 | Йоги Берра   | Нью-Йорк Янкис      | 105        |

| # | Игрок          | Команда            | Показатель |
| - | -------------- | ------------------ | ---------- |
| 1 | Микки Мэнтл    | Нью-Йорк Янкис     | 132        |
| 2 | Фрэнк Робинсон | Цинциннати Редлегз | 122        |
| 3 | Дюк Снайдер    | Бруклин Доджерс    | 112        |
| 4 | Нелли Фокс     | Чикаго Уайт Сокс   | 109        |
| 5 | Хэнк Аарон     | Милуоки Брэйвз     | 106        |

| # | Игрок       | Команда            | Показатель |
| - | ----------- | ------------------ | ---------- |
| 1 | Хэнк Аарон  | Милуоки Брэйвз     | 200        |
| 2 | Харви Кин   | Детройт Тайгерс    | 196        |
| 3 | Эл Кейлайн  | Детройт Тайгерс    | 194        |
| 4 | Нелли Фокс  | Чикаго Уайт Сокс   | 192        |
| 5 | Ричи Эшберн | Филадельфия Филлис | 190        |

| # | Игрок         | Команда           | Показатель |
| - | ------------- | ----------------- | ---------- |
| 1 | Уилли Мейс    | Нью-Йорк Джайентс | 40         |
| 2 | Джим Гиллиам  | Бруклин Доджерс   | 21         |
| 2 | Луис Апарасио | Чикаго Уайт Сокс  | 21         |
| 4 | Джим Ривера   | Чикаго Уайт Сокс  | 20         |
| 5 | Бобби Авила   | Кливленд Индианс  | 17         |

### Питчеры
| #  | Игрок       | Команда         | Показатель |
| -- | ----------- | --------------- | ---------- |
| 1  | Дон Ньюкомб | Бруклин Доджерс | 27         |
| 2  | Фрэнк Лэри  | Детройт Тайгерс | 21         |
| 3  | 7 игрока    | —               | по 20      |
| 10 | 5 игрока    | —               | по 19      |
| 15 | 2 игрока    | —               | по 18      |

| # | Игрок           | Команда              | Показатель |
| - | --------------- | -------------------- | ---------- |
| 1 | Арт Дитмар      | Канзас-Сити Атлетикс | 22         |
| 2 | Робин Робертс   | Филадельфия Филлис   | 18         |
| 2 | Рон Клайн       | Питтсбург Пайрэтс    | 18         |
| 2 | Камило Паскуаль | Вашингтон Сенаторс   | 18         |
| 5 | Боб Френд       | Питтсбург Пайрэтс    | 17         |

| # | Игрок       | Команда          | Показатель |
| - | ----------- | ---------------- | ---------- |
| 1 | Уайти Форд  | Нью-Йорк Янкис   | 2,47       |
| 2 | Герб Скор   | Кливленд Индианс | 2,53       |
| 3 | Лью Бёрдетт | Милуоки Брэйвз   | 2,70       |
| 4 | Эрли Уинн   | Кливленд Индианс | 2,72       |
| 5 | Уоррен Спан | Милуоки Брэйвз   | 2,78       |

| # | Игрок      | Команда          | Показатель |
| - | ---------- | ---------------- | ---------- |
| 1 | Герб Скор  | Кливленд Индианс | 263        |
| 2 | Билли Пирс | Чикаго Уайт Сокс | 192        |
| 3 | Пол Фойтек | Детройт Тайгерс  | 184        |
| 4 | Сэм Джонс  | Чикаго Кабс      | 176        |
| 5 | Билли Хефт | Детройт Тайгерс  | 172        |

| # | Игрок         | Команда            | Показатель |
| - | ------------- | ------------------ | ---------- |
| 1 | Боб Френд     | Питтсбург Пайрэтс  | 314,1      |
| 2 | Робин Робертс | Филадельфия Филлис | 297,1      |
| 3 | Фрэнк Лэри    | Детройт Тайгерс    | 294,0      |
| 4 | Эрли Уинн     | Кливленд Индианс   | 281,1      |
| 5 | Уоррен Спан   | Милуоки Брэйвз     | 277,2      |

| # | Игрок           | Команда            | Показатель |
| - | --------------- | ------------------ | ---------- |
| 1 | Клем Лабин      | Бруклин Доджерс    | 19         |
| 2 | Хирш Фримен     | Цинциннати Редлегз | 17         |
| 2 | Джордж Зуверинк | Балтимор Ориолс    | 16         |
| 4 | Тёрк Лоун       | Чикаго Кабс        | 13         |
| 5 | Дон Мосси       | Кливленд Индианс   | 11         |

## Награды

### Награды МЛБ
| Награда            | Игрок         | Позиция | Команда          |
| ------------------ | ------------- | ------- | ---------------- |
| Самый ценный игрок | Микки Мэнтл   | CF      | Нью-Йорк Янкис   |
| Новичок года       | Луис Апарасио | SS      | Чикаго Уайт Сокс |
| Тройная корона     | Микки Мэнтл   | CF      | Нью-Йорк Янкис   |

| Награда            | Игрок          | Позиция | Команда            |
| ------------------ | -------------- | ------- | ------------------ |
| Самый ценный игрок | Дон Ньюкомб    | P       | Бруклин Доджерс    |
| Новичок года       | Фрэнк Робинсон | LF      | Цинциннати Редлегз |
| Приз Сая Янга      | Дон Ньюкомб    | P       | Бруклин Доджерс    |

### НаградыThe Sporting News
- Игрок года по версии The Sporting News: Микки Мэнтл, «Нью-Йорк Янкис»
- Питчер года по версии The Sporting News:
  - АЛ: Билли Пирс[англ.], «Чикаго Уайт Сокс»
  - НЛ: Дон Ньюкомб[англ.], «Бруклин Доджерс»
- Тренер года по версии The Sporting News: Бёрди Теббетс[англ.], «Цинциннати Редлегз»

### Введены вЗал славы бейсбола
- Джо Кронин
- Хэнк Гринберг[англ.]